# Azadirachtin
Azadirachtin ist eine chemische Verbindung, die zu den Limonoiden gehört. Es ist ein sekundärer Metabolit und insektizider Wirkstoff des Samens des Neembaums. Azadirachtin ist ein oxidiertes Tetranortriterpenoid mit Enolether-, Acetal-, Halbacetal- und Epoxid-Funktionen. 

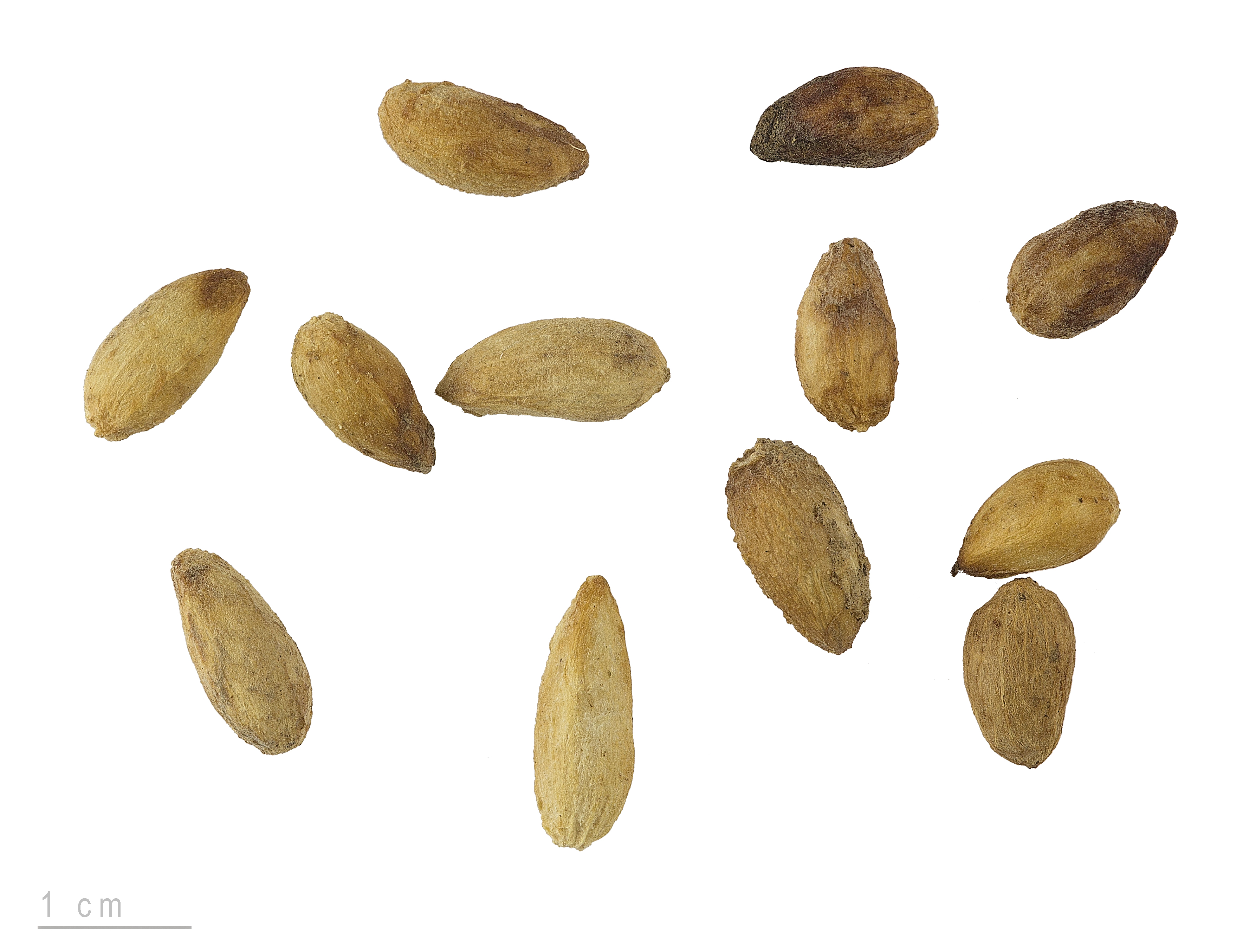
Samen des Niembaumes; Vorkommen von Azadirachtin

Azadirachtin ist der Hauptbestandteil des Neemöls, das aus den gepressten Samen des Niembaumes (Azadirachta indica) gewonnen wird. Der Stoff hemmt die Larvenentwicklung zahlreicher Insekten (ecdysonartige Wirkung), soll für Säugetiere dagegen relativ unschädlich sein.
Die Wirkung des Neembaumextraktes ist schon seit Langem bekannt. Der für die Wirkung wohl hauptverantwortliche Wirkstoff Azadirachtin wurde erstmals 1968 aus den Samen des Baumes isoliert. 1985 wurde die Struktur des Moleküls von Wolfgang Kraus et al. an der Universität Hohenheim endgültig aufgeklärt und publiziert. Es besitzt 16 Stereozentren, ein kompliziertes Muster von sauerstoffhaltigen funktionellen Gruppen sowie eine stark von intramolekularen Wasserstoffbrückenbindungen beeinflusste Konformation und Reaktivität. Es ist zudem bei UV-Lichteinwirkung sehr instabil, mit Verlusthalbwertszeiten von 13 bis 94 Stunden.
Die synthetische Herstellung von Azadirachtin gelang nach 22 Jahren Forschung erstmals 2007 durch ein britisches Team um Steven Ley an der Universität Cambridge.

## Zulassungsstatus
Azadirachtin ist als Wirkstoff in Pflanzenschutzmitteln in den Staaten der EU und in der Schweiz zugelassen.